# Paul Reiß
Paul Reiß (* 11. Januar 1883 in Deggendorf; † 6. Dezember 1958 in Regensburg) war Direktor der Heil- und Pflegeanstalt Karthaus-Prüll in Regensburg sowie Psychiater und Euthanasiebeteiligter.

## Leben
Reiß studierte zwischen 1902 und 1909 Medizin. Er erhielt am 9. April 1919 die Approbation zum Arzt. Am 8. Juni 1912 promovierte er an der Universität Erlangen zum Dr. med. Erste Berufstätigkeit war in den psychiatrischen Anstalten in Bayreuth sowie in Ansbach. Reiß war verheiratet mit Katharina (Käthe) Reiß geb. Wurstbauer, das Paar hatte die zwei Töchter Luise und Annemarie sowie die zwei Söhne Hans-Paul und Siegfried.
Reiß war Kriegsteilnehmer im Ersten Weltkrieg, wobei er am 31. Januar 1919 aus dem Militärdienst entlassen wurde. Danach waren weitere Orte seiner Berufstätigkeit Bayreuth und Oberarzt in Mainkofen. Hier wurde er mit Wirkung vom 1. Dezember 1929 zum Direktor der Anstalt ernannt. 1932 wurde die Direktorenstelle in Deggendorf eingezogen und Reiß zum Direktor von Mainkofen ernannt. Er war bereits in dieser Zeit als überzeugter Nationalsozialist in Erscheinung getreten und hatte in den Jahresberichten der Anstalt der Zusammenarbeit mit den Gliederungen der Partei breiten Raum gewidmet.

## Verhalten in der Zeit des Nationalsozialismus
Reiß wurde am 1. Oktober 1938 Nachfolger von Direktor Karl Eisen, der die Regensburger Anstalt zwischen 1916 und 1937 geleitet hatte und auf eigenen Wunsch vorzeitig in den Ruhestand getreten war. Reiß gehörte zahlreichen nationalsozialistischen Organisationen an: Seit dem 3. Juli 1933 dem Nationalsozialistischen Deutschen Reichskriegerbund (Kyffheuser), seit dem 27. August 1933 der SA, seit dem 1. Januar 1934 dem Reichsbund Deutscher Beamter und seit dem 1. September 1934 der NSV. Zum 1. Mai 1935 trat er der NSDAP bei (Mitgliedsnummer 3.626.269). Seit dem 15. Oktober 1936 war er Mitglied des Rassenpolitischen Amtes (RPA) in der Reichsleitung, seit dem 30. September 1936 Mitglied des NS-Ärztebundes und seit dem 1. Oktober 1937 war er kommissionarischer Kreisbeauftragter für Rassenpolitik in der NSDAP.
In dem Jahresbericht der Regensburger Psychiatrie von 1938 kritisierte er, dass nur ein Teil der Beamten und Angestellten der NSV positiv gegenüberstehe und setzte fort: „hier wurde durchgegriffen“. Für das darauffolgende Jahr meldete er eine rege Beteiligung der Anstalt an den verschiedenen Aktivitäten von NS-Organisationen (BDM, JM, SA und RPA). Auch seine Haltung zu den Kranken ist eindeutig; um eine größere Menge „wertvoller Zivilkranker“ unterzubringen, wurden „Abgebaute, Stumpfe, Unheilbare, Unreine, Zerreißer und kriminelle Minderwertige auf Stroh gelegt“.
Am 26. August 1939 wurde Reiß zum Heeresdienst eingezogen, blieb aber als Leiter weiterhin in Karthaus-Prüll. Zu Beginn des Zweiten Weltkrieges begann er, Patienten aus der Anstalt zu entlassen oder in Pflegeheime zu verlegen. So konnte er bereits zum 15. Oktober 1939 der Heeresverwaltung ein Reservelazarett mit 200 Betten zur Verfügung stellen. Allerdings kam bereits zum 11. September 1939 ein Krankentransport mit 202 psychisch Kranken aus der Heil- und Pflegeanstalt Klingenmünster, die aufgenommen werden mussten.
Zu Beginn des Septembers 1940 erschien in Karthaus-Prüll eine Kommission unter Führung des T4-Gutachters Dr. Theodor Steinmeyer, diese sollten im Benehmen mit den Anstaltsärzten die Meldebögen für die Entscheidung zur Euthanasie ausfüllen. Allerdings wirkten die Anstaltsärzte an der Erstellung der Listen nicht mit, sondern nur Reiß zeichnete die Meldebögen ab. Aufgrund dieser Listen wurden Transporte in die Heil- und Pflegeanstalt Niedernhart bzw. direkt in die NS-Tötungsanstalt Hartheim zusammengestellt. Von Regensburg aus erfolgten in der Zeit zwischen 4. November 1940 und 5. August 1941 fünf Sammeltransporte direkt nach Hartheim. 641 Patienten wurden dabei vergast; dies entsprach einem Anteil von fast 40 % aller Patienten von Karthaus-Prüll. Regensburg wurde dabei auch als eine Art Zwischenstation für Patienten aus kleineren Anstalten (Reichenbach, Straubing) verwendet.
Nach Einstellung der Aktion T4 kam in Regensburg auch der sog. „Hungerkost-Erlaß“ des Bayerischen Staatsministers des Inneren vom 30. November 1942 zur Anwendung. Die Kost wurde nach diesem Erlass so weit reduziert, dass nach drei Monaten mit dem Tod des Patienten zu rechnen war. Direktor Reiß ließ sogar eine eigene Hungerstation einrichten (Leitung durch den stellvertretenden Klinikdirektor Rudolf Karl), musste diese Aktion aber aufgrund von Weigerungen einiger Ärzte, auf dieser Station noch Visite zu machen, abbrechen. Die Sterblichkeit unter den Patienten nahm deshalb in Karthaus-Prüll nicht so stark zu, wie dies zu erwarten gewesen wäre, erreichte aber 1944 immerhin etwa 22 % (in der Vorkriegszeit waren es ca. 4 %).

## Aufarbeitung nach 1945
Reiß wurde auf Anordnung der Militärregierung mit Wirkung zum 18. Mai 1945 seines Amtes enthoben und seine Bezüge wurden eingestellt. 1947 leitete die Staatsanwaltschaft ein Ermittlungsverfahren wegen der Verlegung von 100 Patientinnen in die Landesheil- und Pflegeanstalt Pfafferode bei Mühlhausen am 9. Februar 1945 ein. Diese Anstalt wurde von dem berüchtigten T4-Gutachter Theodor Steinmeyer geleitet. Allerdings hatten die meisten, aber eben nicht alle, dieser Patienten überlebt. Die Akten über dieses Ermittlungsverfahren sind verschollen. Nach Zeitzeugen soll Reiß für etwa eineinhalb Jahre in Straubing interniert gewesen sein. Am 8. Oktober 1948 wurde Reiß auf Geheiß des Bayerischen Staatsministers des Inneren wieder eingestellt und zugleich wegen Erreichung der Altersgrenze pensioniert. Er starb 1958 in Regensburg.

## Ehrungen
Erster Weltkrieg
- Eisernes Kreuz II. Klasse
- Bayerischer Militärverdienstorden IV Klasse mit Schwertern
- Kriegsteilnehmerkreuz

NS-Zeit
- Kriegsverdienstkreuz 2. Klasse mit Schwertern
- Luftschutzehrenabzeichen II. Stufe